# North Hatley
North Hatley è un villaggio del Canada, situato nella provincia del Québec, nella regione di Estrie.